# كونروي رايت
كونروي رايت (18 أبريل 1985 - ) (بالإنجليزية: Conroy Wright)‏ هو لاعب كريكت بريطاني. شارك مع منتخب جزر كايمان للكريكت.

## وصلات خارجية
- كونروي رايت على موقع إي آس بي آن كريك إنفو (الإنجليزية)